# Trypanosoma
Trypanosoma es un notable género de tripanosomátidos, un grupo monofilético de protistas unicelulares parásitos.  El nombre viene de las raíces griegas τρύπανον, trýpanon, que significa taladro, y σῶμα, soma, que significa cuerpo. Su denominación hace referencia a la manera en que el organismo penetra en las células a las que parasita. Diferentes especies infectan a distintos vertebrados, incluso humanos, causando las enfermedades de tripanosomiasis, por ejemplo la enfermedad del sueño. Muchas especies se transmiten por invertebrados, tales como insectos picadores, o que penetran la piel.  
Trypanosoma tiene un complejo ciclo de vida, inclusive con diferentes formas morfológicas especialmente en las especies que transmiten vía invertebrados. Tendrán una variedad de diferentes formas en el invertebrado huésped, y en los huéspedes vertebrados las células toman una característica forma llamada tripomastigota, donde el flagelo corre de atrás adelante de la célula y se conecta por una membrana ondulante.
El género Trypanosoma se compone de varias docenas de especies de protozoos. Dos de las tres especies que infectan a los seres humanos son patógenas, y varias otras especies pueden causar enfermedades graves y de importancia económica en los mamíferos domésticos. En términos generales, los organismos pertenecientes a este género son protozoos flagelados de la familia Trypanosomatidae, orden Trypanostomatida, clase Kinetoplastida, que pasan por diferentes etapas morfológicas (epimastigotes, amastigotes y tripomastigotes) en sus anfitriones vertebrados e invertebrados; sin embargo, el criterio de tres etapas morfológicas no se ha cumplido por cada especie en el género. Por ejemplo, sólo Trypanosoma cruzi y otras especies se multiplican en huéspedes mamíferos como amastigotes intracelulares similares a los observados en las infecciones causadas por parásitos pertenecientes al género Leishmania. En contraste, los tripanosomas africanos, que causan la enfermedad del sueño en los seres humanos y distintos grados de morbilidad en los mamíferos domésticos y salvajes, no tienen una forma intracelular y se multiplican como tripomastigotes que circulan en el torrente sanguíneo de mamíferos y otros espacios extracelulares.
De acuerdo con el curso de su desarrollo en el vector, los tripanosomas, en general, se han clasificado en dos grandes grupos:
1. Stercoraria: multiplicación es discontinua en el hospedero mamífero, que tendrá lugar en la etapa de amastigote. El desarrollo en el vector (Triatominae, o vinchucas) se completa en el intestino grueso y los hospederos mamíferos se infectan por transmisión contaminante. El subgénero Schizotrypanum pertenece a este grupo e incluye T. cruzi.
2. Salivaria: la multiplicación es continua en el hospedero mamífero, que tendrá lugar en la fase de tripomastigote. El desarrollo en el vector (Glossina o mosca tse-tse) se completa en las glándulas salivales y se produce la transmisión inoculativa al hospedero mamífero. El subgénero Trypanozoon pertenece a este grupo e incluye al complejo T. brucei que incluye a la subespecie Trypanosoma brucei brucei, que causa enfermedad en los animales, pero no infecta a los humanos. Los dos agentes causales de la enfermedad africana del sueño o tripanosomiasis africana humana Trypanosoma brucei gambiense y Trypanosoma brucei rhodesiense también se encuentran en este subgénero. Las áreas endémicas de la enfermedad de Chagas y la enfermedad africana del sueño no se solapan. Por otra parte, hay diferencias tan importantes en la transmisión, la patogénesis y el curso clínico de las dos enfermedades que tienen poco en común excepto las similitudes genéticas y morfológicas de los agentes etiológicos.

Especies de Trypanosoma:
- T. avium, causa tripanosomiasis en aves.
- T. boissoni, en tiburones, rayas.
- T. brucei, causa la enfermedad del sueño en personas y nagana en el ganado vacuno.
- T. carassii, en teleósteos (percas).
- T. cruzi, causa la enfermedad de Chagas en humanos.
- T. congolense, causa nagana en vacuno, caballos y camélidos.
- T. equinum Voges 1901, caballos infectados por Tabanidae, Sudamérica.
- T. equiperdum, causa durina o enfermedad cubierta en caballos y otros Equidae.
- T. evansi, causa una forma de la enfermedad, surra, en ciertas especies (sólo se ha informado de un caso de infección humana en 2005 en India[8] y fue tratado con éxito con suramina).[9]
- T. lewisi, en ratas.
- T. melophagium, en ovejas infectadas por Melophagus ovinus.
- T. percae, en peces: Perca fluviatilis.
- T. rangeli, se considera inocua para los seres humanos.
- T. rotatorium en anfibios.
- T. simiae, causa nagana en animales.
- T. suis,  causa una forma diferente de surra.
- T. theileri, un gran tripanosoma que afecta a rumiantes.
- T. triglae, en peces marinos teleósteos.
- T. vivax, causa la enfermedad nagana.[10]